# U-ka saegusa IN db FILM COLLECTION VOL.2
『U-ka saegusa IN db FILM COLLECTION VOL.2』（ユーカ・サエグサ・イン・デシベル・フィルム・コレクション・ボリュームツー）は、三枝夕夏 IN dbの2作目の映像作品。

## 内容
- 「眠る君の横顔に微笑みを」から「ジューンブライド 〜あなたしか見えない〜」までのシングル、アルバム『三枝夕夏 IN db 1st 〜君と約束した優しいあの場所まで〜』及び『U-ka saegusa IN db II』のテレビ・コマーシャルを収録。

## 収録曲
- Clip-Single

1. 眠る君の横顔に微笑みを
2. へこんだ気持ち 溶かすキミ
3. 笑顔でいようよ
4. いつも心に太陽を
5. 飛び立てない私にあなたが翼をくれた
6. ジューンブライド 〜あなたしか見えない〜

- Clip-Album

1. Shocking Blue
2. Because I love you, good-bye street
3. 君の瞳の中はミステリー
4. Hand to Hand
5. 青春の空

- LIVE SPOT

1. Seasons（カバー曲）
2. いつも心に太陽を
3. 飛び立てない私にあなたが翼をくれた

- CM COLLECTION